# ユリウス・フランツ (ザクセン＝ラウエンブルク公)
ユリウス・フランツ（Julius Franz, 1641年9月16日 - 1689年9月30日）は、アスカーニエン家最後のザクセン＝ラウエンブルク公（在位：1666年 - 1689年）。ユリウス・ハインリヒと3番目の妻アンナ・マグダレーナ・フォン・ロプコヴィッツの息子。

## 生涯
1666年、異母兄のフランツ・エルトマンが子の無いまま死んだため、公位を相続した。しかし、ユリウス・フランツにも息子がないため、公位の相続が問題となった。ユリウス・フランツは自分の死後は2人の娘に相続権があると遺言を残して、1689年に亡くなり、ザクセン＝ラウエンブルク系アスカーニエン家の男系は断絶した。
ところが、リューネブルク侯ゲオルク・ヴィルヘルムが軍を派遣、ラウエンブルクを占領した。ゲオルク・ヴィルヘルムは父方の曽祖母ドロテアを通してアスカーニエン家の血を引いていたため、相続権を主張したのであった。さらにメクレンブルク＝シュヴェリーン、ホルシュタイン、アンハルト侯国、デンマーク、スウェーデンも領土を巡って衝突した。
1693年10月9日にハンブルクでゲオルク・ヴィルヘルムとデンマーク・ノルウェー王クリスチャン5世との間で和睦が成立、ゲオルク・ヴィルヘルムはリューネブルク侯とザクセン＝ラウエンブルク公の同君連合を認められた。この2つの領国はゲオルク・ヴィルヘルムの死後は甥で婿のグレートブリテン王兼ハノーファー選帝侯ジョージ1世が相続、ハノーヴァー朝のドイツ領国に組み込まれた。

## 子女
プファルツ＝ズルツバッハ公クリスティアン・アウグストの娘ヘートヴィヒと結婚、3人の娘を儲けた。
- マリア・アンナ・テレジア（1670年 - 1671年）
- アンナ・マリア（1672年 - 1741年） - プファルツ選帝侯フィリップ・ヴィルヘルムの息子フィリップ・ヴィルヘルム・アウグストと結婚、死別後にトスカーナ大公ジャン・ガストーネと再婚。
- フランツィスカ・ジビッラ・アウグスタ（1675年 - 1733年） - バーデン＝バーデン辺境伯ルートヴィヒ・ヴィルヘルムと結婚。